# Florinda Bolkan
Florinda Bolkan, pseudonimo di Florinda Soares Bulcão (Uruburetama, 15 febbraio 1941), è un'attrice brasiliana.
Ha vinto il David di Donatello per la migliore attrice protagonista sia per Anonimo veneziano (1970) sia per Cari genitori (1973), entrambi diretti da Enrico Maria Salerno.

## Biografia

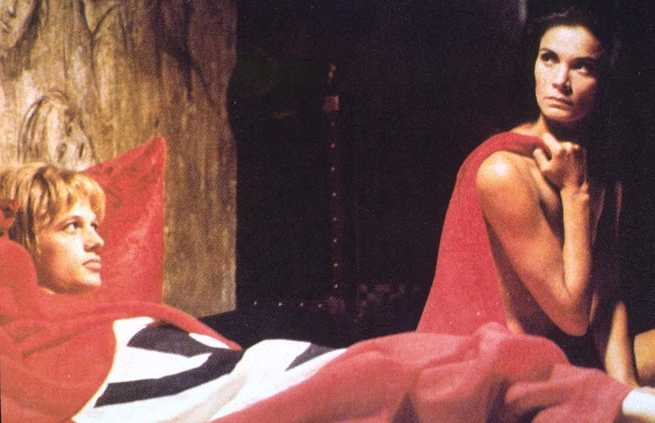
Florinda Bolkan e Lino Capolicchio in Metti, una sera a cena (1969) di Giuseppe Patroni Griffi

Figlia di Maria Hosana Sousa Bulcão, rimane presto orfana del padre, il politico José Pedro Soares Bulcão di cui Maria era la seconda moglie. Poliglotta, ha cominciato a lavorare come hostess nella compagnia aerea brasiliana Varig; in uno dei suoi numerosi spostamenti per lavoro, nel 1968 viene notata da Marina Cicogna, una produttrice cinematografica che la introduce nel mondo del jet-set portandola con sé in vacanza a Ischia.
Qui Luchino Visconti, cugino della Cicogna e anch'egli sull'isola in villeggiatura, dopo averle improvvisato un provino decide di farle recitare una piccola parte nel film La caduta degli dei. Nello stesso periodo ottiene ruoli minori in Candy e il suo pazzo mondo (1968) di Christian Marquand, in cui recita accanto al Beatle Ringo Starr, Gli intoccabili (1969) di Giuliano Montaldo e in Una ragazza piuttosto complicata (1969) di Damiano Damiani.
Dopo il film di Visconti le vengono invece offerte parti da protagonista. Interpreta Il ladro di crimini (1969) di Nadine Trintignant, accanto al di lei marito Jean-Louis. È l'infedele Nina in Metti, una sera a cena (1969) di Giuseppe Patroni Griffi e tratto dal suo omonimo lavoro teatrale, al fianco di Trintignant, Tony Musante e Annie Girardot, che le vale una Targa d'Oro ai David di Donatello 1969. Il tema della colonna sonora, composta da Ennio Morricone, viene incisa dalla stessa Bolkan in una versione cantata (non utilizzata nel film), su testo di Giuseppe Patroni Griffi, nel 45 giri Metti, una sera a cena/Oggi te ne vai, pubblicato nello stesso 1969 dall'etichetta discogrfica DET Recording. Nello stesso anno lavora poi in Un detective (1969) di Romolo Guerrieri, accanto a Franco Nero e Delia Boccardo. 

Florinda Bolkan in Indagine su un cittadino al di sopra di ogni sospetto (1970) di Elio Petri

Il fascino sensuale e un po' misterioso della giovane brasiliana – acuito, nel sentire pubblico del tempo, dal suo orientamento omosessuale per nulla nascosto – le apre una fortunata carriera in Italia, paese nel quale l'attrice si stabilisce facendosi notare in una serie di pellicole (quasi tutte prodotte dalla Cicogna, divenuta nel frattempo sua compagna di vita) in cui interpreta altri ruoli di primo piano.
Fra questi si ricordano il ruolo di Augusta Terzi, amante perversa del poliziotto psicopatico e represso interpretato da Gian Maria Volonté, in Indagine su un cittadino al di sopra di ogni sospetto (1970) di Elio Petri; quello di Flavia nel film in costume Flavia, la monaca musulmana (1974) di Gianfranco Mingozzi; quello della bisessuale Carol Hammond in Una lucertola con la pelle di donna (1971) e della "maciara" in Non si sevizia un paperino (1972), entrambi di Lucio Fulci; quello della sfortunata operaia calabrese Clara Mataro in Una breve vacanza (1973) di Vittorio De Sica e quello della moglie separata dal musicista Tony Musante in Anonimo veneziano (1970) di Enrico Maria Salerno.
Grazie a quest'ultima interpretazione ottiene il primo David di Donatello come migliore attrice protagonista. Dopo aver girato il film Incontro (1971) di Piero Schivazappa, accanto a Massimo Ranieri, è nuovamente diretta da Salerno in Cari genitori (1973), nel ruolo di una donna che cerca inutilmente di riportare in seno alla famiglia borghese la ribelle figlia adolescente, interpretata da Maria Schneider.
In oltre cinquant'anni di carriera la Bolkan ha interpretato più di quaranta lavori, alcuni dei quali anche per il piccolo schermo, dei quali il più celebre è lo sceneggiato La piovra, che ha fatto raggiungere a Rai 1 picchi di ascolto elevati e che l'ha vista nel ruolo della contessa Olga Camastra nella prima, seconda e settima stagione. Nel 2000 si è cimentata anche nella regia con il lungometraggio Eu Não Conhecia Tururu (inedito in Italia), da lei anche coprodotto, scritto e interpretato.
Negli anni 2000 apre a Bracciano un agriturismo e location per eventi, la Voltarina, con annesso allevamento di cavalli, da sempre sua grande passione.

## Vita privata
Per vent'anni, Bolkan è stata la compagna della contessa Marina Cicogna, produttrice del film Una breve vacanza. Nel 2000 la Bolkan ha debuttato come regista nel film brasiliano Eu Não Conhecia Tururu. Oltre a dirigere, ha anche recitato nel film. Sua sorella, la modella Sônia Ribeiro, nel 1972 ha sposato Willy Bogner Jr.

## Filmografia

### Cinema

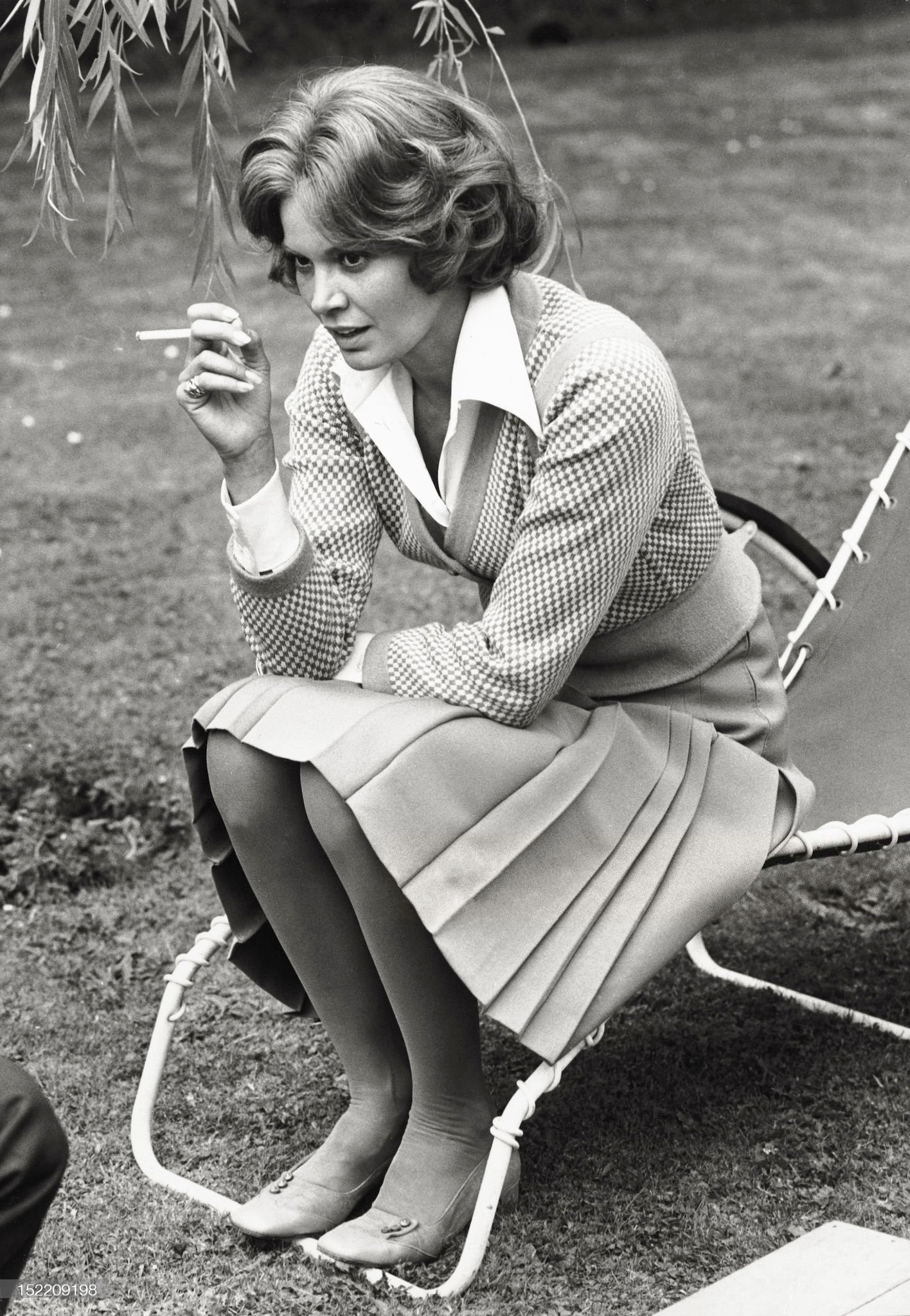
Florinda Bolkan sul set di Cari genitori (1973)

Florinda Bolkan nel film Incontro di Piero Schivazappa (1971)

- Candy e il suo pazzo mondo (Candy), regia di Christian Marquand (1968)
- Una ragazza piuttosto complicata, regia di Damiano Damiani (1969)
- Gli intoccabili, regia di Giuliano Montaldo (1969)
- Metti, una sera a cena, regia di Giuseppe Patroni Griffi (1969)
- Il ladro di crimini (Le Voleur de crimes), regia di Nadine Trintignant (1969)
- Un detective, regia di Romolo Guerrieri (1969)
- La caduta degli Dei, regia di Luchino Visconti (1969)
- Indagine su un cittadino al di sopra di ogni sospetto, regia di Elio Petri (1970)
- E venne il giorno dei limoni neri, regia di Camillo Bazzoni (1970)
- Anonimo veneziano, regia di Enrico Maria Salerno (1970)
- L'ultima valle (The Last Valley), regia di James Clavell (1971)
- Una lucertola con la pelle di donna, regia di Lucio Fulci (1971)
- Incontro, regia di Piero Schivazappa (1971)
- Una stagione all'inferno, regia di Nelo Risi (1971)
- Diritto d'amare (Le droit d'aimer), regia di Eric Le Hung (1972)
- Non si sevizia un paperino, regia di Lucio Fulci (1972)
- Un uomo da rispettare, regia di Michele Lupo (1972)
- Cari genitori, regia di Enrico Maria Salerno (1973)
- Una breve vacanza, regia di Vittorio De Sica (1973)
- Il montone infuriato (Le mouton enragé), regia di Michel Deville (1974)
- Flavia, la monaca musulmana, regia di Gianfranco Mingozzi (1974)
- Le orme, regia di Luigi Bazzoni (1975)
- Royal Flash - L'eroico fifone (Royal Flash), regia di Richard Lester (1975)
- Quel rosso mattino di giugno (Atentat u Sarajevu), regia di Veljko Bulajić (1975)
- Il comune senso del pudore, regia di Alberto Sordi (1976)
- La settima donna, regia di Franco Prosperi (1978)
- Manaos, regia di Alberto Vázquez-Figueroa (1979)
- Acqua e sapone, regia di Carlo Verdone (1983)
- Legati da tenera amicizia, regia di Alfredo Giannetti (1983)
- La gabbia, regia di Giuseppe Patroni Griffi (1985)
- Some Girls, regia di Michael Hoffman (1988)
- Prigioniero a Rio (Prisoner of Rio), regia di Lech Majewski (1988)
- Portaritratto con signora, regia di Adriana Zanese (1989)
- Miliardi, regia di Carlo Vanzina (1991)
- Delitto passionale, regia di Flavio Mogherini (1994)
- La strana storia di Olga 'O', regia di Antonio Bonifacio (1995)
- L'ombre du pharaon, regia di Souheil Ben-Barka (1996)
- Bela Donna - Tradimento fatale (Bela Donna), regia di Fábio Barreto (1998)
- Eu Não Conhecia Tururu, regia di Florinda Bolkan (2000)
- Cattive inclinazioni, regia di Pierfrancesco Campanella (2003)
- Magari, regia di Ginevra Elkann (2019)

### Televisione
- Ucciso a novembre, regia di Helmut Pfandler – film TV (1978)
- The word, regia di Richard Lang – miniserie TV (1978)
- La piovra, regia di Damiano Damiani – miniserie TV, 6 puntate (1984)
- Affari di famiglia, regia di Marcello Fondato – film TV (1986)
- La piovra 2, regia di Florestano Vancini – miniserie TV, 6 puntate (1986)
- A Rainha da Vida, regia di Walter Campus – miniserie TV (1987)
- La trappola, regia di Carlo Lizzani – film TV (1989)
- Gli uomini della sua vita, regia di Joël Santoni – film TV (1990)
- Tre passi nel delitto, regia di Fabrizio Laurenti – miniserie TV (1993)
- Missione d'amore, regia di Dino Risi – miniserie TV, 3 puntate (1993)
- La voyageuse du soir, regia di Igaal Niddan – film TV (1993)
- La piovra 7 - Indagine sulla morte del commissario Cattani, regia di Luigi Perelli – miniserie TV, 6 puntate (1995)
- L'ombra abitata, regia di Massimo Mazzucco – film TV (1995)
- Alice in fuga, regia di Axel de Roche – miniserie TV, 3 puntate (1998)
- Ombre, regia di Cinzia TH Torrini – film TV (1999)
- Un bacio nel buio, regia di Roberto Rocco – film TV (2000)
- Incantesimo – serial TV (2002)
- La notte breve, regia di Camilla Costanzo e Alessio Cremonini – film TV (2005)

## Teatro
- Metti, una sera a cena, regia di Aldo Terlizzi (1984)
- Zio Vanja, di Anton Čechov, regia di Giuseppe Patroni Griffi (1985)

## Riconoscimenti
- David di Donatello
  - 1969 – Targa d'oro per Metti, una sera a cena[1]
  - 1971 – Migliore attrice protagonista per Anonimo veneziano[1]
  - 1973 – Migliore attrice protagonista per Cari genitori[1]
- Festival del Cinema di Gramado
  - 2000 – Candidatura al miglior film per Eu Não Conhecia Tururú
- Grolla d'oro
  - 1969 – Miglior attrice esordiente per Metti, una sera a cena[16]
  - 1971 – Candidatura alla miglior attrice per Anonimo veneziano[17]
- LAFCA
  - 1975 – Miglior attrice per Una breve vacanza[18]
- New York Film Critics Circle Awards
  - 1975 – Candidatura alla miglior attrice per Una breve vacanza
- Roseto opera prima
  - 2002 – Premio alla carriera

## Doppiatrici italiane
- Rita Savagnone in Il ladro di crimini, E venne il giorno dei limoni neri, L'ultima valle, Una lucertola con la pelle di donna, Incontro, Il diritto di amare, Non si sevizia un paperino, Un uomo da rispettare, Cari genitori, Le orme
- Vittoria Febbi in Flavia la monaca musulmana, La settima donna, La piovra, La piovra 2, Miliardi, Tre passi nel delitto, La piovra 7 - Indagine sulla morte del commissario Cattani
- Gabriella Genta in Una ragazza piuttosto complicata
- Fiorella Betti in Gli intoccabili
- Livia Giampalmo in Metti, una sera a cena
- Ileana Zezza in Indagine su un cittadino al di sopra di ogni sospetto
- Paila Pavese in La caduta degli dei
- Maria Pia Di Meo in Anonimo veneziano
- Sonia Scotti in Un bacio nel buio

## Discografia

### Singoli
- 1969 – Metti, una sera a cena/Oggi te ne vai